# Cantonul Corlay
Cantonul Corlay este un canton din arondismentul Saint-Brieuc, departamentul Côtes-d'Armor, regiunea Bretania, Franța.

## Comune
- Corlay (reședință)
- Le Haut-Corlay
- Plussulien
- Saint-Martin-des-Prés
- Saint-Mayeux